# Pielgrzymka (Basse-Silésie)
Pour les articles homonymes, voir Pielgrzymka.
Pielgrzymka est une localité polonaise, siège de la gmina de Pielgrzymka, située dans le powiat de Złotoryja en voïvodie de Basse-Silésie.

## Histoire
De 1742 à 1945, Pilgramsdorf fait partie de l'arrondissement de Goldberg, dans le district de Liegnitz au sein de la province de Silésie.

## Personnalités liées à la ville
- Christian Wilhelm Siegmund von Posadowsky (1725-1791), lieutenant général prussien